# Seznam vrcholů v Oravské Maguře
Seznam vrcholů v Oravské Maguře zahrnuje pojmenované vrcholy s nadmořskou výškou nad 1000 m. K sestavení seznamu bylo použito map dostupných na stránkách hiking.sk.

## Seznam vrcholů
| #   | Vrchol        | Výška (m) | Souřadnice                       | Přístup                                              |
| --- | ------------- | --------- | -------------------------------- | ---------------------------------------------------- |
| 1.  | Minčol        | 1394      | 49°16′19″ s. š., 19°14′58″ v. d. | červená turistická značka                            |
| 2.  | Kubínska hoľa | 1346      | 49°16′27″ s. š., 19°16′06″ v. d. | červená turistická značka                            |
| 3.  | Paráč         | 1325      | 49°19′27″ s. š., 19°12′51″ v. d. | modrá turistická značka                              |
| 4.  | Čierny vrch   | 1319      | 49°16′40″ s. š., 19°17′02″ v. d. | červená turistická značka                            |
| 5.  | Príslopec     | 1258      | 49°19′01″ s. š., 19°14′29″ v. d. | modrá turistická značka                              |
| 6.  | Budín         | 1221      | 49°20′40″ s. š., 19°27′08″ v. d. | červená turistická značka · zelená turistická značka |
| 7.  | Bzinská hoľa  | 1195      | 49°18′36″ s. š., 19°14′28″ v. d. | modrá turistická značka                              |
| 8.  | Nový vrch     | 1193      | 49°20′24″ s. š., 19°12′34″ v. d. | neznačeno                                            |
| 9.  | Budín II      | 1185      | 49°20′12″ s. š., 19°26′29″ v. d. | červená turistická značka                            |
| 10. | Štibel        | 1167      | 49°20′47″ s. š., 19°15′04″ v. d. | neznačeno                                            |
| 11. | Minčol        | 1139      | 49°18′06″ s. š., 19°14′17″ v. d. | modrá turistická značka · žlutá turistická značka    |
| 12. | Držatín       | 1136      | 49°19′07″ s. š., 19°15′12″ v. d. | neznačeno                                            |
| 13. | Javor         | 1134      | 49°20′48″ s. š., 19°26′47″ v. d. | neznačeno                                            |
| 14. | Šubovka       | 1128      | 49°19′47″ s. š., 19°25′47″ v. d. | červená turistická značka · modrá turistická značka  |
| 15. | Magurka       | 1107      | 49°22′05″ s. š., 19°29′27″ v. d. | červená turistická značka                            |
| 16. | Prípor        | 1106      | 49°19′08″ s. š., 19°25′13″ v. d. | červená turistická značka                            |
| 17. | Čistý grúň    | 1082      | 49°18′17″ s. š., 19°24′04″ v. d. | červená turistická značka                            |
| 18. | Javorová      | 1076      | 49°17′42″ s. š., 19°23′05″ v. d. | červená turistická značka · modrá turistická značka  |
| 19. | Javorový vrch | 1076      | 49°20′55″ s. š., 19°30′13″ v. d. | modrá turistická značka                              |
| 20. | Magura Lomná  | 1076      | 49°20′54″ s. š., 19°16′12″ v. d. | neznačeno                                            |
| 21. | Surový vrch   | 1057      | 49°20′17″ s. š., 19°10′53″ v. d. | neznačeno                                            |
| 22. | Feračová      | 1044      | 49°18′40″ s. š., 19°16′20″ v. d. | neznačeno                                            |
| 23. | Príslop       | 1032      | 49°18′01″ s. š., 19°20′01″ v. d. | červená turistická značka                            |
| 24. | Opálené       | 1003      | 49°16′10″ s. š., 19°12′55″ v. d. | neznačeno                                            |